# 長尾智子
長尾智子（日语：／ Tomoko Nagao，1976年—），日本微普普藝術家，擅長「超扁平」（Superflat）風格（參見村上隆《超扁平宣言》）的創作。目前旅居於義大利米蘭。
其著名作品《波蒂切利：維納斯的誕生與Baci、Esselunga、Barilla、PSP和Easyjet》（2012），不僅使長尾智子在歐美藝術圈深受好評、知名度大放，此作品也曾於倫敦維多利亞與艾伯特博物館「再想像波蒂切利」展（2016），與紀實攝影師保羅·錫默爾（Paul Himmel）、法國藝術家奧蘭（Orlan）的作品一起展出。2020年克米蘭美術館酒店 (Galleria Vik Milano) 舉辦了名為「女性在普普藝術」的長尾智子個展。

## 生平
1976年生。早期受日本知名藝術家奈良美智啟蒙，逐漸發展出具個人風格的JapaPop微普普藝術。
在2012年創作打開知名度的作品《波蒂切利：維納斯的誕生與Baci、Esselunga、Barilla、PSP和Easyjet》之前已有14年的創作經驗。平時除了舉辦大型個展之外，也積極應邀參與國際各主題的藝術展出。
現旅居於義大利米蘭。

## 特色

### 具個人風格的微普普藝術
其創作本身的意圖突破作品表面上呈現出的普普藝術氣息，超越一昧地推崇商業主義或者諷刺流行文化的方式，以多面向的切入角度廣泛融入全球化、環境保護等各式議題，並藉此與安迪·沃荷為代表的美國普普藝術、村上隆等「快時尚」日本普普藝術的範疇有了明顯的區分。

### 超扁平（Superflat）
長尾智子認為，有別於文藝復興時期、巴洛克藝術畫派等，藝術被權勢者獨佔（接觸／購買）的時代，現今社會在全球化下將事物「扁平化」──物質方面如每個人都可以吃麥當勞、身穿Zara的衣服款式、使用Facebook等社群軟體等，藝術方面如每個人都能以網路搜尋到、甚至下載或印出無論數百、數千年前的藝術作品──如此一來一切事物的差別性似乎變得愈加難以顯露，但也提高了藝術的普及性。
她透過用日本流行符號再創造歐洲經典畫作的手法，以超扁平（Superflat）跨越、淡化作品中大眾文化與傳統藝術之間的界線，同時也帶有對大眾消費文化的諷刺與批判。

### 日本「Kawaii」文化的運用
長尾智子運用「Kawaii」──日本社會的一種主流審美觀強化自己的作品概念。
例如她曾將由日本發跡的Hello Kitty放入作品中，以主流消費象徵本身的Kawaii能量，將微普普藝術「Kawaii化」，並藉此讓作品兼具當代感與全球化。

### 經典作品的重新創作
長尾智子藉由各種現代產品、品牌的符號或象徵物，一方面以隱喻的方式埋藏藝術家本身的創作觀點，另一方面反映出藝術家將自身文化、居處背景的移轉所做的融合。

## 著名作品[3]
- 《Botticelli-The Birth of Venus with baci, esselunga, barilla, PSP and easy jet》（2012）：以動漫符碼、商標的運用，呈現普普藝術的特色，用商標暗指義大利旅遊業「消費」波提且利的維納斯所進行的商業操作，並且使用了不同於深具男性陽剛的街頭藝術之女性化象徵。
- 《葛飾北齋：神奈川沖浪裡的麥當勞、杯麵、Kewpie美乃滋、龜甲萬和Kitty》：此作品呈現了葛飾北齋西元1832年畫作《神奈川沖浪裡》的超扁平版本。 創作理念源於2011年的311東日本大震災，長尾智子震撼於網路上流傳的海嘯與受災畫面，使浮世繪海浪席捲、翻騰著象徵日本日常生活的符號，如漢堡、麥當勞薯條、杯麵、龜甲萬醬油、Hello Kitty等，將對故鄉的悲痛寄於畫筆。
- 《侍女》（2018）：透過加入可口可樂、日清泡麵等當代消費符號，重新表現西班牙畫家維拉斯奎茲西元1656年的畫作《侍女》（Las Meninas）。
- 《楓丹白露與蒂芬妮》（Fontainebleau with Tiffany）：再詮釋西元1594年楓丹白露畫派《蓋布莉埃爾姊妹》（Gabrielle d‘Estrées and One of Her Sisters）。

## 外部連結
- TOMOKO NAGAO OFFICIAL WEBSITE 長尾智子官方網站 （页面存档备份，存于）（英語）
- Art Display by Display Magazine and Tomoko （页面存档备份，存于）